# Gáborovo sedlo
Gáborovo sedlo (polsky Gaborowa Przełęcz) je široké sedlo v hlavním hřebenu Západních Tater v nadmořské výšce 1938 m mezi masívy Klina a Blyšťa. Nachází se na slovensko-polské státní hranici.

## Charakteristika
Je snadno dostupné tak jako ze Slovenska, tak z Polska, výstup do něj trvá jen necelé 4 hodiny. Je závěrem jen 2 km dlouhé Gáborovy doliny, která začíná pod Račkovými vodopády jako boční odnož Račkové doliny. V jejím závěru se při dostatku vody vytvoří Gáborova plesa.
K severu, do Polska, od sedla pokračuje hřeben Ornaku, turisticky dostupný.

## Lavinové žlaby
Ze sedla spadá do Gáborové doliny mírný lavinový žlab a na polskou stranu do části zvané Wielkie Jamy dokonce několik.

## Turistika
Od Gáborova sedla se dá za 1:15 hodiny vystoupit na nejvyšší horu Západních Tater, Bystrá 2248 m.

## Výhled
Na tomto místě jsou pěkné výhledy na polskou stranu, i na masiv Bystré.

## Přístup
- Po  značce z Klinu, trvání 0:25 hodiny
- Po  značce z Bystrého sedla, trvání 0:15 hodiny
- Po  značce z Gáborové doliny, 1:35 hodiny
- Po  značce ze Siwé przelecze, trvání 0:25 hodiny
- Po  značce vedoucí z polské strany z průsmyku Iwaniacka Przełęcz přes celý hřeben Ornaku, průsmyk Siwą Przełęcz a Siwe Turnie do Gáborova sedla. Čas přechodu: 2.10 h, 1.40 h zpátky; od chaty Hala Ornak 3.15 h.